# Scottish Premier League
La Scottish Premier League (ou SPL) est le premier échelon du championnat d'Écosse de football, de sa fondation en 1998 (en scission de la Scottish Football League) à sa disparition en 2013. Elle est alors refondue avec la SFL au sein de la Scottish Professional Football League, dont l'élite est rebaptisée Scottish Premiership. 
Dix-neuf clubs ont participé à la SPL, mais seuls deux l'ont emporté : le Celtic FC compte huit titres, le Rangers FC sept.